# لاماهای درازاندام
لاماهای درازاندام (نام علمی: Macrauchenia) نام یک سرده از تیره درازاندامان است.